# Bahnstrecke Caribou–Limestone
| Streckenlänge: | 30 km                |                        |                        |
| Spurweite: | 1435 mm (Normalspur) |                        |                        |
| Zweigleisigkeit: | –                    |                        |                        |
| |                      |                        |                        |
| Gesellschaft: | MNR                  |                        |                        |
| \| \| \| \| \| \| \| \| von Houlton \| \| \| \| 0,0 \| Caribou ME \| Caribou ME \| \| \| \| nach St.-Leonard \| \| \| \| 6,8 \| Grimes Mill ME \| Grimes Mill ME \| \| \| ? \| Williams ME \| Williams ME \| \| \| 10,6 \| Murphy Road ME \| Murphy Road ME \| \| \| 13,8 \| Houghtonsville ME \| Houghtonsville ME \| \| \| 15,8 \| Goodrich ME \| Goodrich ME \| \| \| 17,7 \| Morrow Road ME \| Morrow Road ME \| \| \| 19,3 \| East Road ME \| East Road ME \| \| \| 25,6 \| Limestone ME \| Limestone ME \| \| \| ca. 30 \| Loring Commerce Center \| Loring Commerce Center \| |                      |                        |                        |
| |                      |                        |                        |
| Strecke |                      | von Houlton            | von Houlton            |
| Dienststation / Betriebs- oder Güterbahnhof | 0,0                  | Caribou ME             | Caribou ME             |
| Abzweig geradeaus und ehemals nach links |                      | nach St.-Leonard       | nach St.-Leonard       |
| ehemaliger Bahnhof | 6,8                  | Grimes Mill ME         | Grimes Mill ME         |
| ehemaliger Haltepunkt / Haltestelle | ?                    | Williams ME            | Williams ME            |
| ehemaliger Haltepunkt / Haltestelle | 10,6                 | Murphy Road ME         | Murphy Road ME         |
| ehemaliger Haltepunkt / Haltestelle | 13,8                 | Houghtonsville ME      | Houghtonsville ME      |
| ehemaliger Bahnhof | 15,8                 | Goodrich ME            | Goodrich ME            |
| ehemaliger Haltepunkt / Haltestelle | 17,7                 | Morrow Road ME         | Morrow Road ME         |
| ehemaliger Haltepunkt / Haltestelle | 19,3                 | East Road ME           | East Road ME           |
| Dienststation / Betriebs- oder Güterbahnhof | 25,6                 | Limestone ME           | Limestone ME           |
| Betriebs-/Güterbahnhof Streckenende | ca. 30               | Loring Commerce Center | Loring Commerce Center |

Die Bahnstrecke Caribou–Limestone ist eine Eisenbahnstrecke in Maine (Vereinigte Staaten). Sie ist rund 30 Kilometer lang und verbindet die Städte Caribou am Aroostook River und Limestone mit dem Loring Commerce Center, einem ehemaligen Militärflugplatz. Die normalspurige Strecke wird heute durch die Maine Northern Railway ausschließlich im Güterverkehr betrieben.

## Geschichte

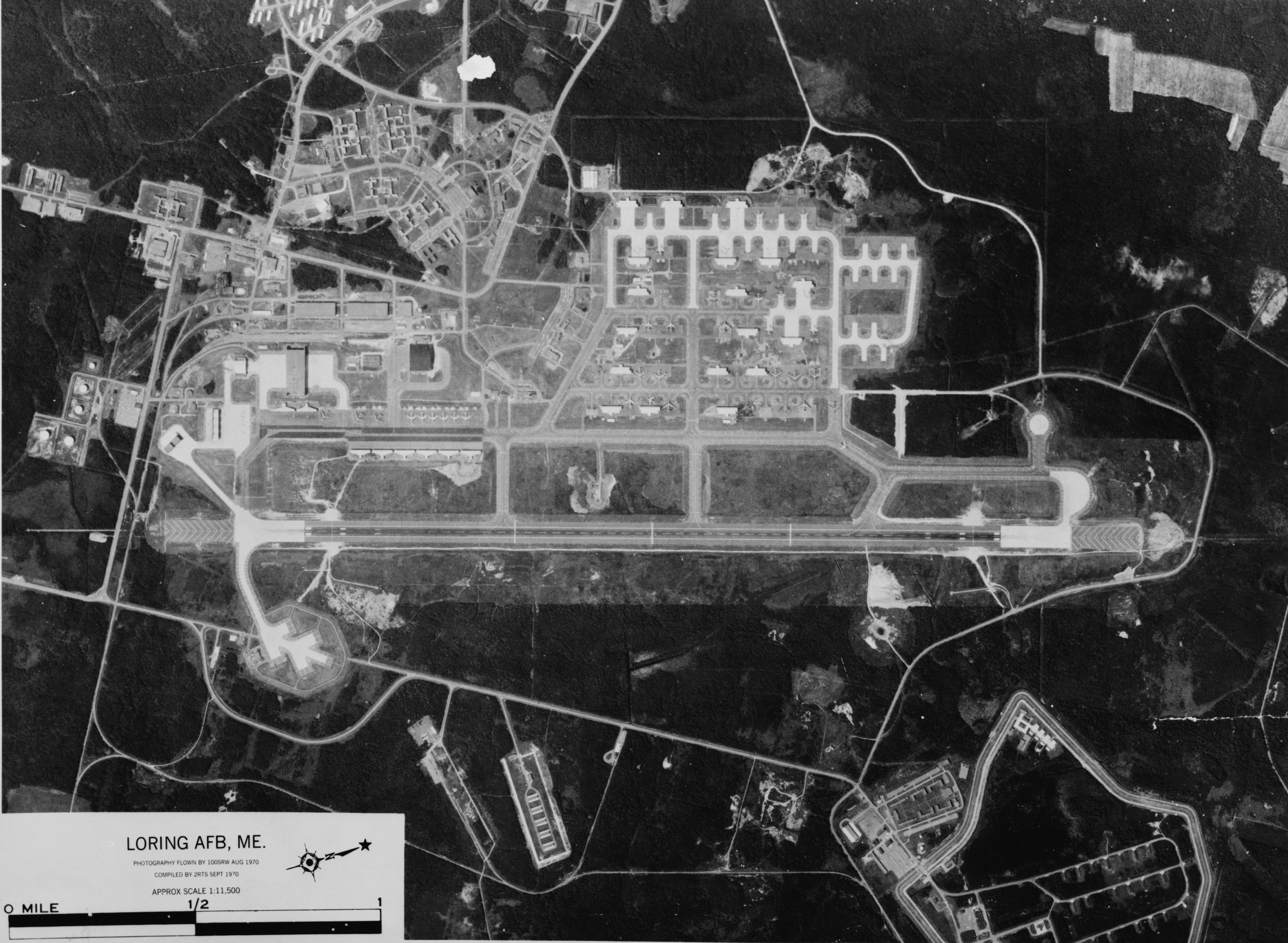
Luftbild des Militärflugplatzes, die Bahnstrecke endet im linken Teil des Bildes, ein mit einem links unten sichtbaren Gleisdreieck angeschlossener Abzweig führt am unteren Bildrand entlang nach rechts.

Nach Eröffnung der Hauptstrecke der Bangor and Aroostook Railroad (BAR) nach Caribou und weiter nach Van Buren war das Gebiet zwischen der Hauptstrecke und der Staatsgrenze nach Kanada noch nicht durch eine Bahnlinie erschlossen. Zwar verkehrte am Südufer des Aroostook River die Canadian Pacific Railway, in Ermangelung einer Brücke über den Fluss waren jedoch die Orte am Nordufer und weiter nördlich dadurch nicht angebunden. Also gründeten lokale Investoren die Aroostook Northern Railroad und bauten eine in Caribou von der BAR-Hauptstrecke abzweigende Bahn, die in Limestone endete. Die normalspurige Strecke ging am 1. Dezember 1897 in Betrieb – zwei Wochen nach Verlängerung der Hauptstrecke nach Van Buren.
Von Anfang an führte die BAR den Betrieb und erwarb die Strecke schließlich am 1. Juli 1901. Der Personenverkehr wurde 1952 eingestellt. Güterverkehr findet auch heute noch statt, in erster Linie zur Anbindung des ehemaligen Luftwaffenstützpunktes Loring, zu dem seit 1946 von Limestone aus ein etwa vier Kilometer langes Anschlussgleis der Air Force liegt. Nach der Schließung des Militärstützpunktes am 30. September 1994 ging der Anschluss an die BAR über. Heute befindet sich auf dem ehemaligen Stützpunkt eine Wohnsiedlung und ein Industrie- und Handelszentrum sowie weiterhin der Flugplatz, der nunmehr zivil genutzt wird. Ab 2003 gehörte die Strecke der Montreal, Maine and Atlantic Railway, die sie 2010 an den Bundesstaat Maine verkaufte. Zum 1. Juli 2011 übernahm die Maine Northern Railway die Betriebsführung der Strecke.

## Streckenbeschreibung
Die Strecke zweigt in Caribou von der BAR-Hauptstrecke ab, die mittlerweile zwischen Caribou und Van Buren stillgelegt ist, sodass man heute nicht mehr von einem Abzweig im eigentlichen Sinne sprechen kann. Die Trasse verläuft zunächst am Nordufer des Aroostook River in Richtung Südosten, verlässt dessen Tal jedoch an der Kreuzung mit der Murphy Road, wo sich früher auch ein Haltepunkt befand. Sie biegt in Richtung Nordosten ab und verläuft in einem großen Linksbogen, der die Strecke fast bis an die kanadischen Grenze führt, nach Limestone, das in nordwestliche Richtung durchquert wird. Nach dem Bahnhof Limestone beginnt der Abschnitt, der bis 1994 der Air Force gehört hat. Die Trasse führt noch etwa vier Kilometer weiter nordwestlich bis zur Siedlung im ehemaligen Luftwaffenstützpunkt.

## Personenverkehr
Bis etwa 1913 fuhren zwei Zugpaare an Werktagen jeweils im Anschluss an Züge der Hauptstrecke. Der Fahrplan vom 28. September 1913 sah drei werktägliche Personenzugpaare vor, die zwischen Caribou und Limestone verkehrten. Zwei der Züge hatten Anschluss in Richtung Bangor. Eines der Zugpaare fuhr als Güterzug mit Personenbeförderung („mixed train“). Die Fahrzeit lag zwischen 35 und 38 Minuten für die reinen Personenzüge. Der Mixed benötigte in Richtung Limestone eine Stunde, in die Gegenrichtung sogar zwei Stunden.
Nach dem Fahrplan vom 8. Januar 1934 fuhren wie 1913 drei werktägliche Personenzugpaare. Jedoch verkehrten nun zwei der Zugpaare als Mixed train. Die Personenzüge benötigten 30 Minuten, die Mixed trains zwischen 40 und 75 Minuten.
Ab 1939 verkehrten wiederum nur noch zwei Züge pro Richtung, die beide Mixed trains waren. Ab etwa 1940 wurde das Angebot auf nur noch ein Zugpaar ausgedünnt, jedoch während des Zweiten Weltkriegs wieder auf zwei erweitert. Ab etwa 1948 verkehrte bis zur Einstellung des Personenverkehrs 1952 endgültig nur noch ein Zugpaar.